# 美国参议院政党领袖
美国参议院政党领袖包括参议院多数党领袖与少数党领袖两人，由分属两党的参议员出任。他们分别承担两党在参议院的主要发言人职责，管理、组织参议院的立法与行政事务，分别由参议院内两党党团选举产生。
根据规则，主持参议院會議的參議員会给予多数党领袖在参议院发表演讲的优先权。多数党领袖通常为其党派在参议院的主要代表，倘若众议院议长是由与其不同的政党把持时，参议院的多数党领袖就会成为其政党在整个国会的主要代表。
除两党领袖外，参议院还有助理多数党领袖与助理少数党领袖（常被称为参议院多数党党鞭与少数党党鞭），他们是各自政党在参议院的二把手。其主要职责为在重要议题上分别帮助两党拉票。而当政党领袖不在时，他们可能会成为代理政党领袖。1969年之前，多数党党鞭与少数党党鞭是他们的官方称呼。

## 历任参议院政党领袖
民主党于1920年起有政党领袖一职，共和党则于1925年起正式任命该职。
| 国会    | 日期                          | 民主党党鞭        | 民主党领袖         | 多数党        | 共和党领袖                 | 共和党党鞭          |
| ------- | ----------------------------- | ----------------- | ------------------ | ------------- | -------------------------- | ------------------- |
| 第63届  | 1913年3月4日 – 1915年3月4日   | J·汉密尔顿·刘易斯 | 无                 | 民主党 ← 多数 | 无                         | 无                  |
| 第64届  | 1915年3月4日 – 1915年3月4日   | J·汉密尔顿·刘易斯 | 无                 | 民主党 ← 多数 | 无                         | 小詹姆斯·沃兹沃思   |
| 第64届  | 1915年3月4日 – 1917年3月4日   | J·汉密尔顿·刘易斯 | 无                 | 民主党 ← 多数 | 无                         | 查尔斯·柯蒂斯       |
| 第65届  | 1917年3月4日 – 1919年3月4日   | J·汉密尔顿·刘易斯 | 无                 | 民主党 ← 多数 | 无                         | 查尔斯·柯蒂斯       |
| 第66届  | 1919年3月4日 – 1921年3月4日   | 彼得·格里         | 奥斯卡·安德伍德    | 共和党 多数 → | 亨利·卡伯特·洛奇（非官方） | 查尔斯·柯蒂斯       |
| 第67届  | 1921年3月4日 – 1923年3月4日   | 彼得·格里         | 奥斯卡·安德伍德    | 共和党 多数 → | 亨利·卡伯特·洛奇（非官方） | 查尔斯·柯蒂斯       |
| 第68届  | 1923年3月4日 – 1924年11月9日  | 彼得·格里         | 约瑟夫·泰勒·罗宾逊 | 共和党 多数 → | 亨利·卡伯特·洛奇（非官方） | 查尔斯·柯蒂斯       |
| 第68届  | 1925年                        | 彼得·格里         | 约瑟夫·泰勒·罗宾逊 | 共和党 多数 → | 查尔斯·柯蒂斯              | 韦斯利·琼斯         |
| 第69届  | 1925年3月4日 – 1927年3月4日   | 彼得·格里         | 约瑟夫·泰勒·罗宾逊 | 共和党 多数 → | 查尔斯·柯蒂斯              | 韦斯利·琼斯         |
| 第70届  | 1927年3月4日 – 1929年3月4日   | 彼得·格里         | 约瑟夫·泰勒·罗宾逊 | 共和党 多数 → | 查尔斯·柯蒂斯              | 韦斯利·琼斯         |
| 第71届  | 1929年3月4日 – 1931年3月4日   | 莫里斯·谢泼德     | 约瑟夫·泰勒·罗宾逊 | 共和党 多数 → | 詹姆斯·沃森                | 西梅昂·费斯         |
| 第72届  | 1931年3月4日 – 1933年3月4日   | 莫里斯·谢泼德     | 约瑟夫·泰勒·罗宾逊 | 共和党 多数 → | 詹姆斯·沃森                | 西梅昂·费斯         |
| 第73届  | 1933年3月4日 – 1935年1月3日   | J·汉密尔顿·刘易斯 | 约瑟夫·泰勒·罗宾逊 | 民主党 ← 多数 | 查尔斯·L·麦克纳里          | 费利克斯·赫伯特     |
| 第74届  | 1935年1月3日 – 1937年1月3日   | J·汉密尔顿·刘易斯 | 约瑟夫·泰勒·罗宾逊 | 民主党 ← 多数 | 查尔斯·L·麦克纳里          | 无                  |
| 第75届  | 1937年1月3日 – 1937年7月14日  | J·汉密尔顿·刘易斯 | 约瑟夫·泰勒·罗宾逊 | 民主党 ← 多数 | 查尔斯·L·麦克纳里          | 无                  |
| 第75届  | 1937年7月22日 – 1939年1月3日  | J·汉密尔顿·刘易斯 | 阿尔本·W·巴克利    | 民主党 ← 多数 | 查尔斯·L·麦克纳里          | 无                  |
| 第76届  | 1939年1月3日 – ?              | 舍曼·明顿         | 阿尔本·W·巴克利    | 民主党 ← 多数 | 查尔斯·L·麦克纳里          | 无                  |
| 第76届  | 1940                          | 舍曼·明顿         | 阿尔本·W·巴克利    | 民主党 ← 多数 | 沃伦·奥斯汀（代理）        | 无                  |
| 第77届  | 1941年1月3日 – 1943年1月3日   | 李斯特·希尔       | 阿尔本·W·巴克利    | 民主党 ← 多数 | 查尔斯·L·麦克纳里          | 无                  |
| 第78届  | 1943年1月3日 – 1944年2月25日  | 李斯特·希尔       | 阿尔本·W·巴克利    | 民主党 ← 多数 | 查尔斯·L·麦克纳里          | 肯尼斯·惠里         |
| 第78届  | 1944年2月25日 – 1945年1月3日  | 李斯特·希尔       | 阿尔本·W·巴克利    | 民主党 ← 多数 | 小华莱士·H·怀特（代理）    | 肯尼斯·惠里         |
| 第79届  | 1945年1月3日 – 1947年1月3日   | 李斯特·希尔       | 阿尔本·W·巴克利    | 民主党 ← 多数 | 小华莱士·H·怀特            | 肯尼斯·惠里         |
| 第80届  | 1947年1月3日 – 1949年1月3日   | 斯科特·卢卡斯     | 阿尔本·W·巴克利    | 共和党 多数 → | 小华莱士·H·怀特            | 肯尼斯·惠里         |
| 第81届  | 1949年1月3日 – 1951年1月3日   | 弗朗西斯·迈尔斯   | 斯科特·卢卡斯      | 民主党 ← 多数 | 肯尼斯·惠里                | 莱弗里特·索顿斯托尔 |
| 第82届  | 1951年1月3日 – 1952年1月3日   | 林登·约翰逊       | 欧内斯特·麦克法兰  | 民主党 ← 多数 | 肯尼斯·惠里                | 莱弗里特·索顿斯托尔 |
| 第82届  | 1952年1月3日 – 1953年1月3日   | 林登·约翰逊       | 欧内斯特·麦克法兰  | 民主党 ← 多数 | 史泰尔·布里奇斯            | 莱弗里特·索顿斯托尔 |
| 第83届  | 1953年1月3日 – 1953年7月31日  | 厄尔·克莱门茨     | 林登·约翰逊        | 共和党 多数 → | 罗伯特·A·塔夫脱            | 莱弗里特·索顿斯托尔 |
| 第83届  | 1953年8月3日 – 1955年1月3日   | 厄尔·克莱门茨     | 林登·约翰逊        | 共和党 多数 → | 威廉·F·诺兰                | 莱弗里特·索顿斯托尔 |
| 第84届  | 1955年1月3日 – 1957年1月3日   | 厄尔·克莱门茨     | 林登·约翰逊        | 民主党 ← 多数 | 威廉·F·诺兰                | 莱弗里特·索顿斯托尔 |
| 第85届  | 1957年1月3日 – 1959年1月3日   | 迈克·曼斯菲尔德   | 林登·约翰逊        | 民主党 ← 多数 | 威廉·F·诺兰                | 埃弗雷特·德克森     |
| 第86届  | 1959年1月3日 – 1961年1月3日   | 迈克·曼斯菲尔德   | 林登·约翰逊        | 民主党 ← 多数 | 埃弗雷特·德克森            | 托马斯·基克尔       |
| 第87届  | 1961年1月3日 – 1963年1月3日   | 休伯特·汉弗莱     | 迈克·曼斯菲尔德    | 民主党 ← 多数 | 埃弗雷特·德克森            | 托马斯·基克尔       |
| 第88届  | 1963年1月3日 – 1965年1月3日   | 休伯特·汉弗莱     | 迈克·曼斯菲尔德    | 民主党 ← 多数 | 埃弗雷特·德克森            | 托马斯·基克尔       |
| 第89届  | 1965年1月3日 – 1967年1月3日   | 拉塞尔·朗         | 迈克·曼斯菲尔德    | 民主党 ← 多数 | 埃弗雷特·德克森            | 托马斯·基克尔       |
| 第90届  | 1967年1月3日 – 1969年1月3日   | 拉塞尔·朗         | 迈克·曼斯菲尔德    | 民主党 ← 多数 | 埃弗雷特·德克森            | 托马斯·基克尔       |
| 第91届  | 1969年1月3日 – 1969年9月7日   | 爱德华·肯尼迪     | 迈克·曼斯菲尔德    | 民主党 ← 多数 | 埃弗雷特·德克森            | 休·斯科特           |
| 第91届  | 1969年9月24日 – 1971年1月3日  | 爱德华·肯尼迪     | 迈克·曼斯菲尔德    | 民主党 ← 多数 | 休·斯科特                  | 罗伯特·格里芬       |
| 第92届  | 1971年1月3日 – 1973年1月3日   | 罗伯特·伯德       | 迈克·曼斯菲尔德    | 民主党 ← 多数 | 休·斯科特                  | 罗伯特·格里芬       |
| 第93届  | 1973年1月3日 – 1975年1月3日   | 罗伯特·伯德       | 迈克·曼斯菲尔德    | 民主党 ← 多数 | 休·斯科特                  | 罗伯特·格里芬       |
| 第94届  | 1975年1月3日 – 1977年1月3日   | 罗伯特·伯德       | 迈克·曼斯菲尔德    | 民主党 ← 多数 | 休·斯科特                  | 罗伯特·格里芬       |
| 第95届  | 1977年1月3日 – 1979年1月3日   | 阿兰·克兰斯顿     | 罗伯特·伯德        | 民主党 ← 多数 | 霍华德·贝克                | 特德·史蒂文斯       |
| 第96届  | 1979年1月3日 – 1981年1月3日   | 阿兰·克兰斯顿     | 罗伯特·伯德        | 民主党 ← 多数 | 霍华德·贝克                | 特德·史蒂文斯       |
| 第97届  | 1981年1月3日 – 1983年1月3日   | 阿兰·克兰斯顿     | 罗伯特·伯德        | 共和党 多数 → | 霍华德·贝克                | 特德·史蒂文斯       |
| 第98届  | 1983年1月3日 – 1985年1月3日   | 阿兰·克兰斯顿     | 罗伯特·伯德        | 共和党 多数 → | 霍华德·贝克                | 特德·史蒂文斯       |
| 第99届  | 1985年1月3日 – 1987年1月3日   | 阿兰·克兰斯顿     | 罗伯特·伯德        | 共和党 多数 → | 鲍勃·多尔                  | 阿兰·辛普森         |
| 第100届 | 1987年1月3日 – 1989年1月3日   | 阿兰·克兰斯顿     | 罗伯特·伯德        | 民主党 ← 多数 | 鲍勃·多尔                  | 阿兰·辛普森         |
| 第101届 | 1989年1月3日 – 1991年1月3日   | 阿兰·克兰斯顿     | 乔治·米切尔        | 民主党 ← 多数 | 鲍勃·多尔                  | 阿兰·辛普森         |
| 第102届 | 1991年1月3日 – 1993年1月3日   | 温德尔·福特       | 乔治·米切尔        | 民主党 ← 多数 | 鲍勃·多尔                  | 阿兰·辛普森         |
| 第103届 | 1993年1月3日 – 1995年1月3日   | 温德尔·福特       | 乔治·米切尔        | 民主党 ← 多数 | 鲍勃·多尔                  | 阿兰·辛普森         |
| 第104届 | 1995年1月3日 – 1996年6月12日  | 温德尔·福特       | 汤姆·达施勒        | 共和党 多数 → | 鲍勃·多尔                  | 特伦特·洛特         |
| 第104届 | 1996年6月12日 – 1997年1月3日  | 温德尔·福特       | 汤姆·达施勒        | 共和党 多数 → | 特伦特·洛特                | 唐·尼科尔斯         |
| 第105届 | 1997年1月3日 – 1999年1月3日   | 温德尔·福特       | 汤姆·达施勒        | 共和党 多数 → | 特伦特·洛特                | 唐·尼科尔斯         |
| 第106届 | 1999年1月3日 – 2001年1月3日   | 哈里·瑞德         | 汤姆·达施勒        | 共和党 多数 → | 特伦特·洛特                | 唐·尼科尔斯         |
| 第107届 | 2001年1月3日 – 2001年1月20日  | 哈里·瑞德         | 汤姆·达施勒        | 民主党 ← 多数 | 特伦特·洛特                | 唐·尼科尔斯         |
| 第107届 | 2001年1月20日 – 2001年6月6日  | 哈里·瑞德         | 汤姆·达施勒        | 共和党 多数 → | 特伦特·洛特                | 唐·尼科尔斯         |
| 第107届 | 2001年6月6日 – 2003年1月3日   | 哈里·瑞德         | 汤姆·达施勒        | 民主党 ← 多数 | 特伦特·洛特                | 唐·尼科尔斯         |
| 第108届 | 2003年1月3日 – 2005年1月3日   | 哈里·瑞德         | 汤姆·达施勒        | 共和党 多数 → | 比尔·弗利斯特              | 米奇·麦康奈尔       |
| 第109届 | 2005年1月3日 – 2007年1月3日   | 迪克·德宾         | 哈里·瑞德          | 共和党 多数 → | 比尔·弗利斯特              | 米奇·麦康奈尔       |
| 第110届 | 2007年1月3日 – 2007年12月18日 | 迪克·德宾         | 哈里·瑞德          | 民主党 ← 多数 | 米奇·麦康奈尔              | 特伦特·洛特         |
| 第110届 | 2007年12月19日 – 2009年1月3日 | 迪克·德宾         | 哈里·瑞德          | 民主党 ← 多数 | 米奇·麦康奈尔              | 琼·凯尔             |
| 第111届 | 2009年1月3日 – 2011年1月3日   | 迪克·德宾         | 哈里·瑞德          | 民主党 ← 多数 | 米奇·麦康奈尔              | 琼·凯尔             |
| 第112届 | 2011年1月3日 – 2013年1月3日   | 迪克·德宾         | 哈里·瑞德          | 民主党 ← 多数 | 米奇·麦康奈尔              | 琼·凯尔             |
| 第113届 | 2013年1月3日 – 2015年1月3日   | 迪克·德宾         | 哈里·瑞德          | 民主党 ← 多数 | 米奇·麦康奈尔              | 约翰·康宁           |
| 第114届 | 2015年1月3日 – 2017年1月3日   | 迪克·德宾         | 哈里·瑞德          | 共和党 多数 → | 米奇·麦康奈尔              | 约翰·康宁           |
| 第115届 | 2017年1月3日 – 2019年1月3日   | 迪克·德宾         | 查克·舒默          | 共和党 多数 → | 米奇·麦康奈尔              | 约翰·康宁           |
| 第116届 | 2019年1月3日 – 2021年1月3日   | 迪克·德宾         | 查克·舒默          | 共和党 多数 → | 米奇·麦康奈尔              | 約翰·圖恩           |
| 第117届 | 2021年1月3日 – 2021年1月20日  | 迪克·德宾         | 查克·舒默          | 共和党 多数 → | 米奇·麦康奈尔              | 約翰·圖恩           |
| 第117届 | 2021年1月20日 – 2023年1月3日  | 迪克·德宾         | 查克·舒默          | 民主党 ← 多数 | 米奇·麦康奈尔              | 約翰·圖恩           |
| 第118届 | 2023年1月3日 – 2025年1月3日   | 迪克·德宾         | 查克·舒默          | 民主党 ← 多数 | 米奇·麦康奈尔              | 約翰·圖恩           |
| 第119届 | 2025年1月3日 – 至今           | 迪克·德宾         | 查克·舒默          | 共和党 多数 → | 約翰·圖恩                  | 約翰·巴拉索         |
| 国会    | 日期                          | 民主党党鞭        | 民主党领袖         | 多数党        | 共和党领袖                 | 共和党党鞭          |